# Laura Giuliani
Laura Giuliani (* 5. Juni 1993 in Mailand) ist eine italienische Fußballtorhüterin.

## Leben
Giuliani wurde in Mailand geboren und hat eine deutsche Großmutter mütterlicherseits.

### Vereine
Giuliani startete ihre Karriere mit der SS La Benvenuta Calcio Femminile. Nach einer Saison in der Primavera wechselte sie zur Saison 2009/10 in die Serie A2 zum FCF Como 2000 ASD. Am 21. September 2012 verließ sie Italien und wechselte zum deutschen Bundesligaaufsteiger FSV Gütersloh 2009. Am 14. November 2012 gab sie gegen den VfL Wolfsburg ihr Debüt in der Bundesliga, bei dem sie eine 0:10-Niederlage miterleben musste. Nach dem Abstieg der Gütersloher aus der Bundesliga wechselte sie zum Herforder SV in die Gruppe Nord der seinerzeit zweigleisigen 2. Bundesliga. Mit diesem stieg sie im Sommer 2014 in die Bundesliga auf, musste nur ein Jahr später allerdings wieder den Gang in Liga zwei antreten.
Daraufhin unterschrieb sie zur Saison 2015/16 einen Zweijahresvertrag beim Bundesligaaufsteiger 1. FC Köln. Nach dem Abstieg ihrer Mannschaft im Sommer 2016 wechselte Giuliani zum SC Freiburg. Nach einer Saison verließ sie den SC Freiburg und verhandelte mit mehreren Teams.
2017 wechselte sie in die neu aufgebaute Frauenfußball-Abteilung von Juventus Turin. Mit der Alten Dame gewann sie bis 2021 unter Rita Guarino viermal in Folge die  Italienische Meisterschaft, einmal die Coppa Italia sowie zweimal die Supercoppa Italiana.
Im Sommer 2021 wechselte Laura Giuliani ligaintern zur AC Mailand, wo sie von Beginn als Stammtorhüterin in der Startelf gesetzt war.

### Nationalmannschaft
Giulianis erster internationaler Einsatz fand anlässlich der U19-Europameisterschaft 2011 statt. Für die italienische U20-Auswahl nahm sie an der Weltmeisterschaft 2012 teil.
Ihr Debüt für die A-Nationalmannschaft gab Giuliani 2014. 2017 nahm sie mit dieser an der Europameisterschaft in den Niederlanden teil. Bei der Weltmeisterschaft 2019 in Frankreich, bei der Italien das Viertelfinale erreichte, bestritt sie alle fünf Begegnungen. 2020 war sie Teil der italienischen Auswahl im Turnier um den Algarve-Cup.

## Erfolge
- Aufstieg in die Bundesliga 2013/14 mit dem Herforder SV
- Italienische Meisterschaft: 2017/18, 2018/19, 2019/20, 2020/21
- Italienischer Pokal: 2018/19
- Italienischer Superpokal: 2019, 2020
- Team des Jahres der Serie A: 2019, 2020